# D'aventura castigats
D'aventura castigats (títol original en anglès, Detention Adventure) és una websèrie infantil canadenca, que es va estrenar el 3 de maig de 2019 a CBC Gem. Creada per Carmen Albano i Joe Kicak, la sèrie se centra en un grup de nens que fa bromes elaborades cada dia a l'escola amb l'esperança d'aconseguir ser castigats, de manera que puguin investigar un rumor no confirmat que la sala de càstig té una trampa secreta que condueix al laboratori d'⁣Alexander Graham Bell. S'ha doblat al català pel canal Super3.
La sèrie és protagonitzada per Jack Fulton, Alina Prijono, Tomaso Sanelli, Simone Miller i Lilly Bartlam, així com Andrew Moodie, Benjamin Ayres, Stacey McGunnigle, Sarah McVie, Dan Beirne, Mika Collins, Mike Lobel, Julian Richings, Rodrigo Fernandez-Stoll i Jamie Spilchuk en papers secundaris.
El 2020, HBO Max la va distribuir als Estats Units. La sèrie va ser eliminada d'HBO Max el 2022.
La sèrie va rebre dues nominacions als Canadian Screen Awards el 2020, al millor programa o sèrie web de ficció i al millor guió en un programa o sèrie web (Karen Moore). A l'edició del 2021, va ser nominada a millor programa o sèrie de ficció infantil o juvenil, a la millor interpretació en un programa o sèrie infantil o juvenil (3: Bartlam, Sanelli, Miller), a la millor música original en ficció (Ari Posner, Amin Bhatia, Sarah Slean i Antonio Naranjo) i al millor guió en un programa infantil o juvenil (Jessica Meya).